# Эстрамьяк
Эстрамья́к (фр. Estramiac) — коммуна во Франции, находится в регионе Юг — Пиренеи. Департамент — Жер. Входит в состав кантона Сен-Клар. Округ коммуны — Кондом.
Код INSEE коммуны — 32129.

## География

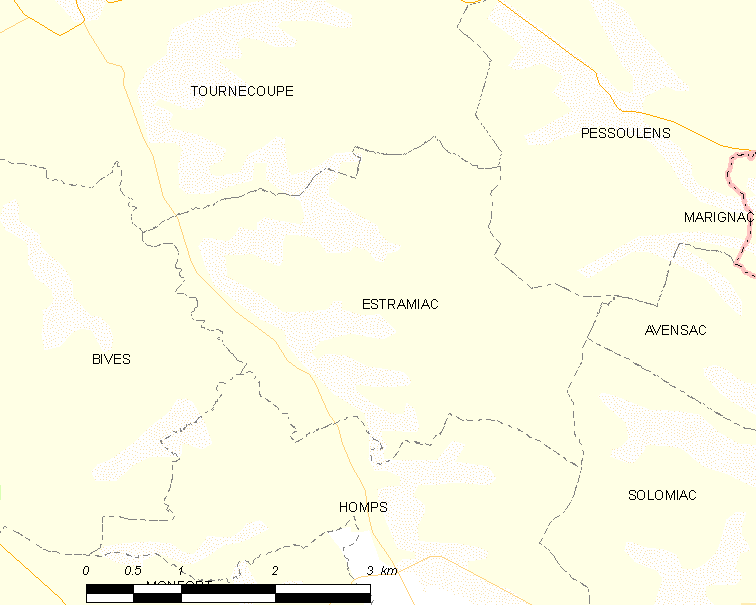
Карта коммуны

Коммуна расположена приблизительно в 570 км к югу от Парижа, в 55 км северо-западнее Тулузы, в 30 км к северо-востоку от Оша.
На западе коммуны протекает река Арратс.

## Климат
Климат умеренно-океанический. Лето жаркое и немного дождливое, температура часто превышает 35 °С. Зимой часто бывает отрицательная температура и ночные заморозки. Годовое количество осадков — 700—900 мм.

## Население
Население коммуны на 2010 год составляло 134 человека.
| 1962 | 1968 | 1975 | 1982 | 1990 | 1999 | 2010 |
| ---- | ---- | ---- | ---- | ---- | ---- | ---- |
| 211  | 211  | 195  | 179  | 160  | 132  | 134  |

## Администрация
| Период | Период | Фамилия      | Партия | Примечания |
| ------ | ------ | ------------ | ------ | ---------- |
| 2001   | 2008   | Андре Лаком  |        |            |
| 2008   | 2020   | Николя Гулар |        |            |

## Экономика
В 2010 году среди 77 человек трудоспособного возраста (15-64 лет) 55 были экономически активными, 22 — неактивными (показатель активности — 71,4 %, в 1999 году было 63,5 %). Из 55 активных жителей работали 50 человек (32 мужчины и 18 женщин), безработных было 5 (3 мужчин и 2 женщины). Среди 22 неактивных 2 человека были учениками или студентами, 10 — пенсионерами, 10 были неактивными по другим причинам.